# Jančkov graben
Jančkov graben je potok, ki izvira v hribovju med Moravčami in reko Savo. V Savo se kot levi pritok izliva v naselju Ribče.